# Java (Suriname)
Java is een dorp aan de Boven-Commewijne in Para in Suriname.
In het dorp wonen kawina, een marron-subgroep van de stam Aukaners. Frans Noordzee is de kapitein van het dorp (stand 2020).
Bij het dorp ligt een goudconcessie. Door zwaar transport was de weg naar Peninica rond 2020 vrijwel onbegaanbaar, evenals naar omliggende dorpen zoals Peninica.